# Voix du Liban
La Voix du Liban (VDL) (en arabe:صوت لبنان) est une station de radio commerciale libanaise arabophone. Fondée en 1958 par le parti Kataëb, c'est la toute première station de radio commerciale à être apparue au Liban. 